# Bukowiec (Legionowo)
Bukowiec – część miasta Legionowa, w województwie mazowieckim, w powiecie legionowskim. Leży w południowo-wschodniej części Legionowa, w pobliżu lasu. Do 1952 samodzielna miejscowość.
W latach 1867–1952 osada w gminie Jabłonna w powiecie warszawskim; 20 października 1933 utworzyła gromadę Bukowiec w granicach gminy Jabłonna, składającą się z samej wsi Bukowiec.
W związku z utworzeniem powiatu nowodworskiego 1 lipca 1952 i nadaniem Legionowu praw miejskich tego samego dnia, gromadę Bukowiec wyłączono z gminy Jabłonna i włączono do Legionowa.